# Mánya Zsófia
Mánya Zsófia (1986. április 15. –) magyar szinkronszínész.

## Színházi szerepei
- Ma este improvizálunk - Katona József Színház
- Élünk, mint a disznók - Katona József Színház
- A kék madár - Kolibri Színház
- Párnamesék (bemutató: 1997. október 10. Budapest Bábszínház)

## Film- és sorozatbeli szerepei
- Csocsó, avagy éljen május elseje! (2001)
- Kalifornia (1996)
- A hetedik testvér (1995) .... Musz-Musz

## Filmek
- Két tojás száz bajt csinál (1993)
- A kis hercegnő: Becky - Vanessa Lee Chester
- Dalok szárnyán: Selena (kicsi) - Rebecca Lee Meza
- Ébren álmodó: Jennifer '"Jenny" Talridge - Eloise Eonnet
- Hajrá csajok: A nagy összecsapás: Christina - Nikki SooHoo
- Ismeretlen hívás: Jill Johnson - Camilla Belle
- Velem vagy nélküled: Erin Jordan (10 évesen) - Colleen Rennison
- Némó nyomában (2003)
- A vadon hercegnője: Szan
- Karácsonyi Lidércnyomás: Shock (Kópic)

## Sorozatok
- 2x2 néha sokk: Ashley Burke - Ashley Olsen
- A Fagyos folyó lovasa: Danni McGregor - Joelene Crnogorac
- A farm, ahol élünk: Carrie Ingalls - Lindsay és Sidney Greenbush (2. hang)
- Animánia: Mindy
- Az osztálytársam egy majom - Ingrid Zsiráf
- Bagoly mondja: Jocelyn - Kathleen Rose Perkins
- Bette: Rose - Lindsay Lohan / Marina Malota
- Bleach: Csizuru (1. hang)
- Blood+: Min
- Buffy, a vámpírok réme: Dawn Summers - Michelle Trachtenberg
- Dóra, a felfedező: Dóra
- Charlie - majom a családban "1": Sandra Martin (# 1) - Friederike Möller
- Csacska angyal: Paz - María Eugenia Suárez Riveiro
- Én kicsi pónim: Varázslatos barátság: Sweetie Belle - Michelle Creber
- Felfedezőúton a Robinson család: Christina Robinson - Mia Koning
- Full Metal Panic!: Mizuki
- Hetedik mennyország: Ruthie Camden - Mackenzie Rosman (régi szinkronverzió)
- Hetedik mennyország: Lucy Camden Kinkirk - Beverley Mitchell (2. hang)
- Hé, Arnold!: Rhonda "Rózi" Wellington Lloyd
- InuYasha: Kanna, Ajame
- KaBlam!: June
- Kaleido Star: Marion Benigni
- Kim Possible: Bonnie
- Lassie "2": Nathalie - Nathalie Vansier (2. hang)
- Otthonunk: Cassie Turner - Sharni Vinson
- Pimaszok, avagy kamaszba nem üt a mennykő: Kerry Hennessy - Amy Davidson
- Pizsamaparti: Lydnsey 'Lyndz' Collins - Basia A'Hern
- Reba: Cheyenne Hart-Montgomery - Joanna Garcia
- Rocket Power: Rakéta Rozi
- Sabrina: Jane
- Saolin leszámolás: Kimiko
- So little time - Az ikrek Malibuból: Chloe Carlson - Ashley Olsen
- Sonic X: Amy Rose
- Szelek szárnyán: Doris Bailey - Kathryn Long
- Szünet: Spinelli
- Trigun: Moore
- Winx Club: Stella